# Apoziție
În gramatică, termenul „apoziție” (de la cuvântul latinesc appŏsĭtĭo „adăugare”) are interpretări diferite la diferiți autori. Există mai multe construcții sintactice cu o parte considerată astfel și nicio definiție nu acoperă noțiunea de apoziție în toate construcțiile, în acestea fiind implicați diverși factori semantici sau sintactici.

## Interpretări ale apoziției

### Apoziția ca parte de propoziție subordonată

#### Apoziția ca tip de atribut
În gramaticile tradiționale ale limbii române, apoziția este considerată un tip de atribut.
În una din interpretările apoziției, aceasta este un atribut substantival, pronominal sau numeral care aduce o explicație termenului explicat; intră cu acesta într-o relație de egalitate, putând lua locul acestuia sau putând fi înlocuită de acesta; seamănă prin formă cu un component al coordonării, deoarece aparține de multe ori aceleiași părți de vorbire prin care este exprimat termenul explicat; se așază întotdeauna după termenul explicat; este de obicei izolată, în vorbire prin intonație și pauză, în scris prin virgulă, de termenul explicat.
Ca structură, apoziția poate fi:
- simplă (exprimată printr-un singur cuvânt): Și noi, copiii, avem obligația de a asculta de părinți, ...eu, unul, drept să vă spun...;
- complexă (alcătuită dintr-un cuvânt cu sens lexical suficient, precedată de un adverb explicativ, de precizare, de întărire sau de exclusivitate): Unul dintre colegi, anume Ovidiu, nu a răspuns la apel, Noul venit, chiar prietenul său, n-a fost de aceeași părere;
- multiplă: (formată din două sau mai multe cuvinte coordonate între ele): Răducu, colegul și prietenul lui, participase mai înainte la un concurs de șah;
- dezvoltată (constituită din cuvinte cu raport de subordonare între ele): Și Nic’ a lui Costache, dușmanul meu, și cu Toader a Catincăi, alt hojmalău, au trecut pe lângă mine vorbind cu mare ciudă (Ion Creangă).

Conform altei interpretări, apoziția este un atribut substantival care, pe lângă caracteristicile de mai sus, poate avea și altele:
- să determine o parte de vorbire fără valoare substantivală și chiar o propoziție: Lucrează încet, fapt care nu-mi convine[5];
- să fie exprimat printr-un substantiv neizolat de determinat: Fluviul Dunărea este cel mai mare din Europa[6];
- să fie antepus determinatului și izolat de acesta: Om prudent, Busuioc trăgea cu coada ochiului într-acolo (Liviu Rebreanu)[6].
- să fie exprimat printr-un adjectiv substantivat izolat și postpus: Pajul Cupidon, vicleanul, mult e rău și alintat (Mihai Eminescu)[6].

În gramatici ale limbii maghiare se consideră atribute unele tipuri de apoziții calificative, cantitative și posesive, echivalente cu atribute propriu-zise de aceleași tipuri, dar diferite de acestea prin faptul că sunt postpuse și izolate, stând în același caz și având același număr cu determinatul. Acest tip de apoziție poate fi și un adjectiv substantivat. Exemple: Vettem csizmát, pirosat „Am cumpărat cizme, roșii”, Vegyél csokit, sokat „Cumpără ciocolată, multă”, Elhoztam a könyvet, a Laciét „Am adus cartea, cea a lui Laci”.
Există în unele gramatici franceze interpretarea că adjectivul nesubstantivat izolat este apoziție. Poate sta înainte sau după determinat, în ultimul caz putând fi despărțit de acesta prin una sau mai multe părți de propoziție, ex. Ravi, l’enfant mangeait sa pomme dans la cour / L’enfant, ravi, mangeait sa pomme dans la cour / L’enfant mangeait sa pomme dans la cour, ravi „Încântat, copilul își mânca mărul în curte / Copilul, încântat, … / Copilul …, încântat”. Alte gramatici, inclusiv românești, nu îl consideră apoziție, ci atribut izolat.

#### Apoziția ca parte de propoziție aparte
Conform unei definiții din gramatici ale limbii franceze, apoziția este un substantiv sau un substitut al acestuia care, fiind dependent de alt element de acest fel, are cu acesta aceeași relație ca numele predicativ cu subiectul, dar fără verb copulativ. Poate avea următoarele trăsături:
- De obicei, apoziția este izolată de determinat și postpusă acestuia: Paris, la capitale de la France, est divisé en vingt arrondissement „Parisul, capitala Franței, este împărțit în douăzeci de arondismente”, Je l’ai conduite dans le petit salon jaune, celui qu’elle aimait „Am condus-o în micul salon galben, cel care îi plăcea”.
- Fiind izolată, apoziția poate fi și antepusă: Simple comparse, Dupont ne fut pas inquiété par la police „Simplu acolit, Dupont n-a fost deranjat de poliție”.

Și în gramaticile franceze este luată în seamă apoziția neizolată, dar există diferențe în a considera care este apoziția în cazul construcției cu aceasta. După unele gramatici, precum Mauger 1971, apoziția este totdeauna al doilea termen, de pildă în sintagmele le roi René „regele René” sau le mois de juin „luna iunie”. Aceeași viziune se găsește și în gramatici românești, de exemplu, în grupul moș Vasile, apoziția ar fi Vasile. Însă Grevisse și Goosse 2007 consideră că există unele construcții cu apoziție neizolată în care aceasta este al doilea termen (ex. une girafe mâle „o girafă mascul”), și altele, în care apoziția este primul termen: ex. le moi, în sintagma le mois de mai „luna mai”, sau le poète, în propoziția J’ai rencontré le poète Hugo „L-am întâlnit pe poetul Hugo”. Viziunea sa se bazează pe definiția pe care o dă apoziției, considerând că aceasta provine dintr-o propoziție în care poète este elementul de bază al numelui predicativ, în urma transformării succesiunii de propoziții J’ai rencontré Hugo. Hugo est un poète „L-am întâlnit pe Hugo. Hugo este un poet”.
După cum se vede, în franceză sunt și cazuri în care cuvântul explicat (în viziunea lui Grevisse și Goosse 2007) este folosit cu prepoziție, uneori în mod obligatoriu (le mois de mai „luna mai”), alteori facultativ, mai ales din motivații pragmatice, de exemplu cu scop peiorativ: cette saleté de taxi „porcăria asta de taxi”.
O definiție asemănătoare cu precedenta se găsește în gramatici ale limbilor din diasistemul slav de centru-sud (bosniacă, croată, muntenegreană, sârbă, pe scurt BCMS), de pildă în Barić 1997. După aceasta, apoziția este o parte de propoziție rezultat al unei transformări apozitive. Aceasta constă în scoaterea unui substantiv nume predicativ dintr-o propoziție de pornire și includerea sa lângă un substantiv sau pronume din altă propoziție. Exemplu de transformare apozitivă:
Din două propoziții inițiale, precum Nedaleko od kuće primijetili su psa. Pas je skitnica „Nu departe de casă au observat un câine. Câinele era un vagabond”, mai întâi se poate alcătui o frază cu propoziție atributivă (Nedaleko od kuće primijetili su psa koji je skitnica „Nu departe de casă au observat un câine care era un vagabond”), apoi numele predicativ din atributivă se poate include în principală ca apoziție a antecedentului atributivei, obținându-se propoziția Nedaleko od kuće primijetili su psa skitnicu „Nu departe de casă au observat un câine vagabond”.
În altă gramatică BCMS, acest tip de apoziție, care este neizolată și postpusă determinatului, este distinsă de celelalte ca apoziție atributivă, ex. kamen temeljac „piatră de temelie” (literal „piatră temelie”).
Și în gramaticile BCMS la care ne referim aici există interpretarea de mai sus a apoziției neizolate și antepuse a unui nume propriu, pentru a exprima ce este cineva sau ceva: gospodin Galović „domnul Galović”, Komšija ima kuću u gradu Zagrebu „Vecinul are casă în orașul Zagreb”, restoran „Proleće“ „restaurantul Primăvara”. Acceași funcție o poate avea și apoziția postpusă și izolată: Stojan Matić, novinar „Stojan Matić, (un) ziarist/ziaristul”, Ovo je Petar, (naš) komšija „Acesta e Petar, un vecin/vecinul (nostru)”.
În gramatici ale limbii maghiare se consideră apoziție distinctă de atribut cea care servește la identificare, putând fi echivalată cu un nume predicativ, ex. Marika, a barátnőm, meglátogatott „Marika, prietena mea, m-a vizitat” → Marika a barátnőm. Meglátogatott „Marika este prietena mea. M-a vizitat”. Termenii construcției cu acest tip de apoziție pot fi intervertiți, ca și subiectul cu numele predicativ în construcția lor de identificare, de aceea apoziția este totdeauna al doilea termen.

### Apoziția ca entitate fără funcție sintactică
După unii autori, apoziția nu este o funcție sintactică, ci doar un cuvânt sau un grup de cuvinte care, plasat după un substantiv, desemnează aceeași realitate ca acesta, dar în mod diferit, adică între cei doi termeni există o identitate de referință. Dovada ar fi că poate fi alăturată oricărei părți de propoziție. Exemple în franceză:
- pe lângă subiect: M. Dupont, le professeur, a les cheveux frisés „D. Dupont, profesorul, are părul creț”;
- pe lângă numele predicativ: Je le vois gentil, plein de prévenances „Îl văd amabil, foarte atent”[17];
- pe lângă un complement direct: J’aperçois la « ville », espèce de gros village aux rues tortueuses „Zăresc «orașul», un soi de sat mare cu ulițe întortochiate”;
- pe lângă un atribut substantival: Je revois la coiffe de ma grand-mère, une vieille femme ridée „Revăd boneta bunicii mele, o bătrână zbârcită”;
- pe lângă un cuvânt de adresare (corespunzător celui la vocativ în română): Vous, Duval, le génie de la classe, répondez „Dumneata, Duval, geniul clasei, răspunde”.

Aceeași interpretare este amintită și de Crystal 2008, conform căreia constituenții construcției apozitive prezintă identitate sau similaritate de referință, sunt pe același nivel gramatical, au aceeași funcție sintactică, dovada fiind că unul din constituenți poate fi eliminat fără să afecteze acceptabilitatea propoziției. De exemplu, propoziția en  John Smith, the butcher, came in „A intrat John Smith, măcelarul” poate fi transformată și în John Smith came in, și în The butcher came in.
Identitatea de referință a constituenților construcției apozitive ca trăsături fundamentale ale acesteia apare și în Eastwood 1994, inclusiv în cazul apoziției neizolate: Exemple în engleză:
- subiect: Joseph Conrad, the famous English novelist, couldn't speak English until he was 47 „Joseph Conrad, vestitul romancier englez, n-a știut englezește până la vârsta de 47 de ani”; The novelist Joseph Conrad couldn't speak English until he was 47 „Romancierul Joseph Conrad …”;
- nume predicativ:The man is a fool, a complete idiot „Omul ăsta e un nebun, un idiot desăvârșit”;
- complement direct: Everyone visits the White House, the home of the President „Toată lumea vizitează Casa Albă, reședința președintelui”;
- complement circumstanțial: The place is miles away, much too far to walk „Locul acela e la mai multe mile de aici, mult prea departe ca să se meargă acolo pe jos”.

Constantinescu-Dobridor 1998 arată în legătură cu aceasta că este vorba de apoziție în sens larg, aceasta putând fi echivalentă nu numai cu un atribut, ci și cu alte părți de propoziție:
- subiect: Unul dintre colegi, Ovidiu, nu a răspuns la apel;
- nume predicativ: El pare abătut, mai precis supărat;
- complement direct: Îmi aleg unul, anume pe acesta;
- complement indirect: I-am trimis colegului, adică lui Nicu, toate cărțile;
- complement circumstanțial: Mergem spre bulevard, mai exact acasă, Se prezintă joi, adică de azi în trei zile;
- element predicativ suplimentar: Noi am venit toți, adică douăzeci și cinci, Îi văd alergând, adică grăbindu-se.

Exemple în maghiară:
- subiect: Zsófi, (azaz/vagyis) a lányom hegedülni tanul „Zsófi, (adică) fiica mea, învață să cânte la pian”;
- nume predicativ: Ez a fiú Károly, (azaz) a sógorom „Băiatul acesta este Károly, (adică) cumnatul meu”;
- complement direct: Már rég nem láttam Ádámot, (vagyis) az unokaöcsémet „Demult nu l-am văzut pe Ádám, (adică pe) vărul meu”;
- complement circumstanțial: Lillával, (vagyis) a húgom kislányával mentünk moziba „M-am dus la cinema cu Lilla, (adică cu) fetița surorii mele”.

În Nagy 1980, o gramatică maghiară, apoziția nu apare în capitolul despre sintaxă. Se consideră că este în afara propoziției, fiind o construcție eliptică ce constă din termenul subordonat al unui termen repetat. Dintr-o frază precum Tél volt, kemény tél volt „Era iarnă, era o iarnă grea”, este eliminată partea redundantă și rămâne adjectivul kemény „grea” ca apoziție: Tél volt, kemény „Era iarnă, una grea”.

### Apoziția ca termen cu statut gramatical intermediar
Unii lingviști consideră construcția cu apoziție izolată de identificare ca fiind una cu raport de coordonare. Argumente în favoarea acestei interpretări sunt trăsăturile comune cu raportul de coordonare:
- Termenii construcției pot fi intervertiți.
- Oricare termen poate fi omis.
- Între termenii construcției de identificare se pot include cuvinte ca adică, anume etc.
- Ambii termeni au același statut sintactic față de un al treilea termen, dar eventuala identitate a morfemului acestui statut nu se datorează acordului, care este caracteristic între un termen subordonat și regentul său. O asemenea identitate poate fi cea în caz, cel puțin în unele limbi (vezi secțiunea următoare).

Totuși, construcția apozitivă prezintă și trăsături diferite de cele ale sintagmei cu coordonare:
- Termenii construcției apozitive pot fi puși în raport subiect + predicat nominal, ceea ce nu este în general caracteristic construcției cu coordonare.
- În construcția apozitivă există un raport direct nu numai între termeni și realitatea la care se referă, ci și între termeni. De aceea, identitatea lor de număr, de exemplu, provine din acordul între ei.

Analizând trăsăturile apoziției, Balogh 1999 ajunge la concluzia că aceasta nu este de fapt o parte de propoziție, ci un termen al propoziției cu funcție de dezvoltare, de explicare, de identificare a altui termen, construcția apozitivă fiind una specifică, intermediară între sintagma cu subordonare și cea cu coordonare.

## Specificități morfologice și sintactice ale apoziției în câteva limbi
În unele limbi cu declinare, termenii construcției apozitive exprimați prin substantive sau substitute de substantiv sunt de regulă la același caz și număr. În limbile care posedă categoria gramaticală a genului, pot sau nu să fie și la același gen.
Exemple în BCMS :
hr  Glavni grad Hrvata leži kao što je poznato na rijeci Savi „Capitala croaților este așezată pe râul Sava (ambii termeni la cazul locativ);
cnr  Javi se Petru, komšiji koji prodaje kuću „Adresează-te lui Petar, vecinul care vinde casa” (cazul dativ);
sr  s doktorom Simićem „cu doctorul Simić” (cazul instrumental).
Sunt și unele excepții, când determinatul rămâne invariabil. Numele de familie terminate în consoană sau în -ski rămân invariabile dacă apoziția este la feminin: s doktorkom Simić „cu doctorița Simić”. De asemenea, numele proprii folosite ca denumiri, care în scris se pun între ghilimele (iz hotela „Union“ „din hotelul Union” – apoziția la genitiv), precum și denumirile geografice relativ puțin cunoscute: na reci Orinoko „pe râul Orinoco” (apoziția la locativ), dar na reci Dunavu „pe râul Dunărea” (ambii termeni la locativ).
În maghiară, apoziția exprimată prin adjectiv substantivat este totdeauna la același caz ca termenul căruia îi este asociat. Apoziția exprimată printr-un substantiv sau un pronume este la același caz pentru unele funcții sintactice (subiect, complement direct, complement indirect, complement circumstanțial sociativ sau instrumental), dar poate fi la alt caz, dacă este vorba de un complement circumstanțial care poate fi exprimat prin mai multe desinențe, precum cel de loc. Exemple:
A szerelmemet, az elsőt nem felejtem el „Iubirea mea, prima, n-o uit” (complement direct, la cazul acuzativ);
Pistának, a barátomnak „lui Pista, prietenul meu” (complement indirect, la dativ);
Lillával, a húgom kislányával mentünk moziba „M-am dus la cinema cu Lilla, fetița surorii mele” (complement circumstanțial sociativ, la instrumental);
Az iskolában, (azaz) a tanáriban érdeklődtünk a tanévkezdésről „La școală, (adică) în sala profesorală, ne-am interesat de deschiderea anului școlar” (complement circumstanțial de loc, ambii termeni la cazul inesiv);
egy másik helyen, a mellvéd árnyékában „în alt loc, în umbra parapetului” (complement circumstanțial de loc, primul termen la cazul superesiv, al doilea la inesiv).
În această limbă, dacă cuvântul explicat este prevăzut cu postpoziție (corespunzătoare prepoziției în alte limbi), apoziția este de asemenea cu postpoziție, ex. Mária nélkül, a barátnőm nélkül nem megyek sehova, „Fără Mária, prietena mea, nu merg nicăieri”.
În româna actuală, limbă cu declinare relativ redusă, apoziția este de regulă la nominativ, chiar dacă determinatul este la alt caz, ex. I-am scris Floricăi, sora mea.